# شهرستان کرشاو (کارولینای جنوبی)
شهرستان کرشاو، کارولینای جنوبی (به انگلیسی: Kershaw County, South Carolina) یک سکونتگاه مسکونی در ایالات متحده آمریکا است که در کارولینای جنوبی واقع شده‌است.

## خصوصیات
شهرستان کرشاو ۱٬۹۱۶٫۶ کیلومترمربع مساحت دارد.

## نگارخانه

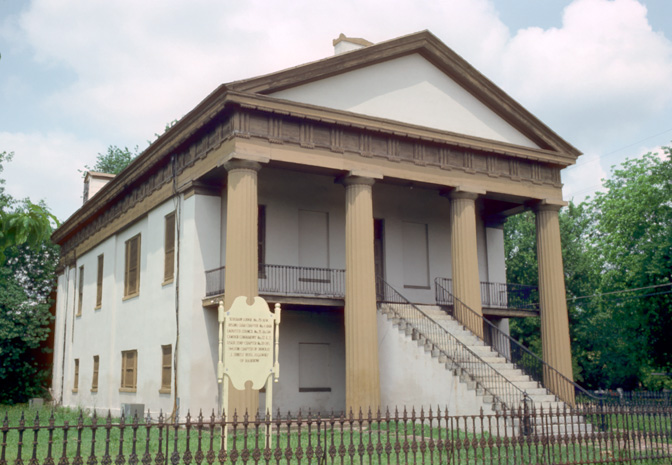
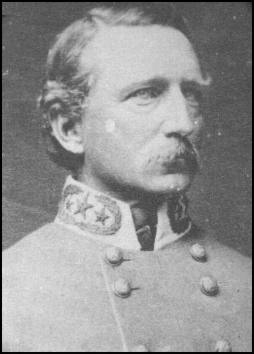